# Articoelidia bicurvata
Articoelidia bicurvata är en insektsart som beskrevs av Nielson 1979. Articoelidia bicurvata ingår i släktet Articoelidia och familjen dvärgstritar. Inga underarter finns listade i Catalogue of Life.